# Maironis
Jonas Mačiulis (Pasandravys, 2 de noviembre de 1862-Kaunas, 28 de junio de 1932), más conocido por su seudónimo Maironis, fue un poeta, profesor y teólogo lituano, considerado uno de los referentes de la literatura lituana de finales del siglo XIX.

## Biografía
Jonas Mačiulis nació en 1862 en Pasandravys, Raseiniai (Lituania, entonces parte del Imperio ruso), en el seno de una familia de agricultores. En 1883 se matriculó en Literatura por la Universidad de Kiev, pero al año siguiente volvió a su país para estudiar Teología en el Seminario Espiritual de Kaunas. Obtuvo la licenciatura en 1888 y cuatro años más tarde se doctoró en San Petersburgo.
Entre 1894 y 1909 fue profesor en la Academia Teológica de San Petersburgo, hasta que en 1909 regresa a Lituania para asumir la rectoría del Seminario de Kaunas.
El aspecto más destacado de la vida de Maironis ha sido su obra poética, considerada uno de los pilares de la literatura lituana y del renacimiento nacional. Desde un punto de vista formal, revolucionó la poesía lituana al utilizar una métrica acentual en vez de la métrica silábica tradicional. Toda su obra giraba en torno a las leyendas, la historia y la naturaleza del país, enmarcadas en el nacionalismo romántico lituano.
Tras la independencia de Lituania en 1918, Maironis trató sin éxito que uno de sus poemas fuese utilizado para el himno nacional de Lituania, honor que recayó finalmente en Vincas Kudirka.
Maironis pasó el resto de su vida dedicado a la enseñanza de Teología en el Seminario de Kaunas y de Literatura en la Universidad Vytautas Magnus. Falleció el 28 de junio de 1932 a los 69 años, por causas naturales, y fue enterrado en un mausoleo construido en la Catedral basílica de San Pedro y San Pablo.
La residencia de Maironis en Kaunas ha sido reconvertida en el Museo Nacional de Literatura Lituana. Después de la reinstauración de la independencia en 1991, el gobierno lituano le dedicó un billete de 20 litas que se mantuvo en circulación hasta la adopción del euro.

## Obra

### Poesía

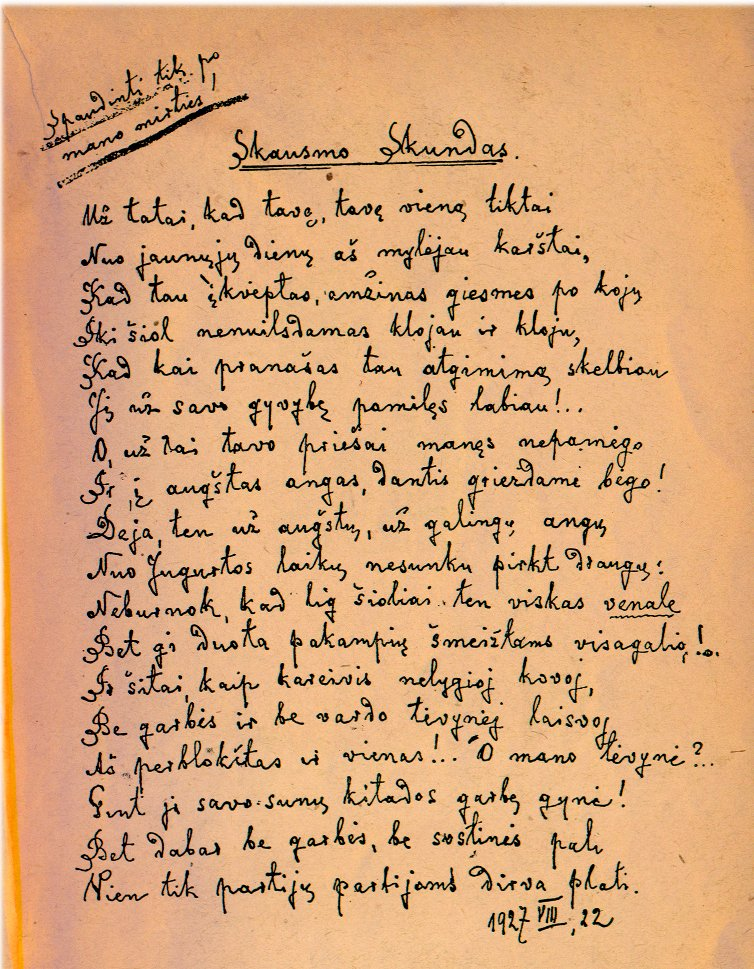
Manuscrito de un poema de Maironis.

La colección de poemas breves de Maironis está recogida en el libro Pavasario balsai («Voces de primavera»). Además, destacan los siguientes poemas largos:
- Jaunoji Lietuva («La joven Lituania», poema épico, 1907)
- Raseinių Magdė (1909)
- Mūsų vargai («Nuestras dificultades», 1920)

### Drama
- Kęstučio mirtis («La muerte de Kęstutis», 1921)
- Vytautas pas kryžiuočius («Vitautas en las Cruzadas», 1925)
- Didysis Vytautas – karalius («Vitautas el Grande – Rey», 1930)

### Ensayo
Parte de los ensayos de Maironis están recogidos en el libro Publicistiniai straipsniai, teologijos studijos («Artículos, ensayos y estudios teológicos»).
- Apsakymai apie Lietuvos praeigą («Historia de las aventuras de un lituano», 1891)
- Trumpa lietuvių rašliavos apžvalga («Breve panorámica de la poesía tradicional lituana», 1906)
- Trumpa visuotinės literatūros istorija («Breve historia de la literatura universal», 1926)